# Sherry Miller
 (juillet 2022).
Sherry Miller est une actrice canadienne surtout connue pour son rôle de Jane dans le drame CTV ENG en 1990, de Jennifer Taylor dans le drame Showtime Queer As Folk (2000-2005) et de Dorothy O'Sullivan dans le drame mondial pour adolescents The Meilleures années (2007–2009).
Sherry Miller a commencé sa carrière dans les années 1970 en tant que chanteuse et danseuse, qui a ensuite attiré l'attention de la télévision canadienne pour avoir représenté le vin Spumante Bambino dans des publicités commerciales, ainsi que pour son rôle d'animatrice de la série télévisée pour enfants, Polka Dot Door . Elle est également apparue dans The Virgin Suicides de Sofia Coppola. Elle a remporté un prix Gemini en 2001 pour la meilleure performance d'une actrice dans un second rôle dans un programme dramatique ou une mini-série pour son travail en tant que mère d'Elisha Cuthbert dans Lucky Girl .
Sherry Miller est surtout connue pour son rôle récurrent en tant que mère de Justin, Jennifer Taylor, dans la version américaine de Queer As Folk, pendant toute la durée de la série de 2000 à 2005. Elle est également apparue dans la série télévisée ENG en tant que journaliste météo / présentatrice Jane Oliver, et dans la mini-série Kingdom Hospital en tant que psychologue du sommeil, le Dr Lona Massingale, en 2004.
Sherry Miller était également présentatrice des bulletins d'information de Global Television de 1986 à 1988.

## Awards
Sherry Miller a été nommée pour quatre prix Gemini, dont un qu'elle a remporté en 2001. En 1990 et 1992, Sherry Miller a été nommée pour la meilleure performance pour une actrice dans un second rôle, pour son rôle de Jane Oliver dans l'émission de télévision ENG. En 2001, Sherry Miller a remporté un Gemini pour sa performance dans Lucky Girl dans la catégorie de la meilleure performance pour une actrice dans un second rôle dans une émission dramatique ou une mini-série. En 2002, Miller a reçu une autre nomination au Prix Gemini dans la même catégorie, pour son rôle de Lisa Gallagher dans A Killing Spring .

## Filmographie
- 1981 : Utilitaires : célébrité
- 1986 : Separate Vacations de Michael Anderson : Sandy
- 1995 : Famille à l'essai (Rent-a-Kid) de Fred Gerber : Valerie Syracuse
- 1995 : Johnny Mnemonic de Robert Longo : secrétaire de Takahashi
- 1996 : Shadow Zone: The Undead Express : maman
- 1996 : Le Soin et la manipulation de Rose : Brooke
- 1996 : Les Stupides : présentatrice
- 1996 : Sabrina The Teenage Witch : tante Hilda
- 1997 : La Femme Nikita : Helen Wick
- 1998 : Scandalous Me: L'histoire de Jacqueline Susann : Bea Cole
- 1998 : Maris morts : Nicole Allison
- 1999 : Strange Justice : Susan Deller Ross
- 1999 : The Virgin Suicides : Mrs. Buell
- 1999 -2005 : Queer as Folk en tant que Jennifer Taylor
- 2000  : Tribulation e: Suzie Canboro
- 2000 : L'affaire Harry
- 2001 : Meurtre entre amis : Marsha Woodruff
- 2001 : Tarte : Jane Logan
- 2001 : Lucky Girl de Donald Petrie : Valerie Palmerston
- 2001 : Rires au 23e étage: Faye
- 2002 : Franchir la ligne : Jennifer Blackstone
- 2002 : Trop jeune pour être papa : Juliana Howell
- 2002 : Un printemps meurtrier : Lisa Gallagher
- 2003 : Cette fois -ci en tant que Mary Ann McNally
- 2006 : Toi, c'est moi de Nick Hurran : Katherine Bedworth
- 2008 : Ice Blues : Joan Lenigan
- 2014 : Le Chemin du passé de Richie Mehta : Mme Moore
- 2016 : L'amour est compliqué : Mme Townsend

## Télévision
- 1971 : Polka Dot Door : invitée
- 1990 : ENG : Jane Oliver
- 1994 : Au-delà de l'amour (Thicker Than Blood: The Larry McLinden Story) de Michael Dinner (téléfilm) : Linda
- 1994 : Highlander: The Series (Saison 3) : Sarah Carter
- 1996 : Seule contre tous (téléfilm) : Jean
- 1996-1997 : F / X: La série : Colleen O'Malley
- 1998 : Les Sources de l'amour : Donnalee Crawford
- 1999 : Relic Hunter : Sister Mary (1 épisode)
- 2000-2005 : Queer as Folk : Jennifer Taylor
- 2000-2004 : Tom Stone : Alexandra Black
- 2004 : Stephen King's Kingdom Hospital : Lona Massingale
- 2007-2008 : The Dresden Files (Saison 1) : Monica Cutler / Mrs. Coutelier
- 2007-2009 : Les meilleures années : Dorothy O'Sullivan
- 2008 : jPod (Saison 1) : Carol Jarlewski
- 2009 : Entrepôt 13 (Pilote) : Lorna Soliday
- 2009 : The Listener (2009) : Wallace (guest star S01ep11)
- 2014 : Bitten (Saison 1)  : Olivia McAdams
- 2015 : Open Heart (Saison 1) : Helena Blake
- 2018 : Carter
- 2019 : Bienvenue à Schitt's Creek - (2 épisodes)